# Epicoccum nigrum

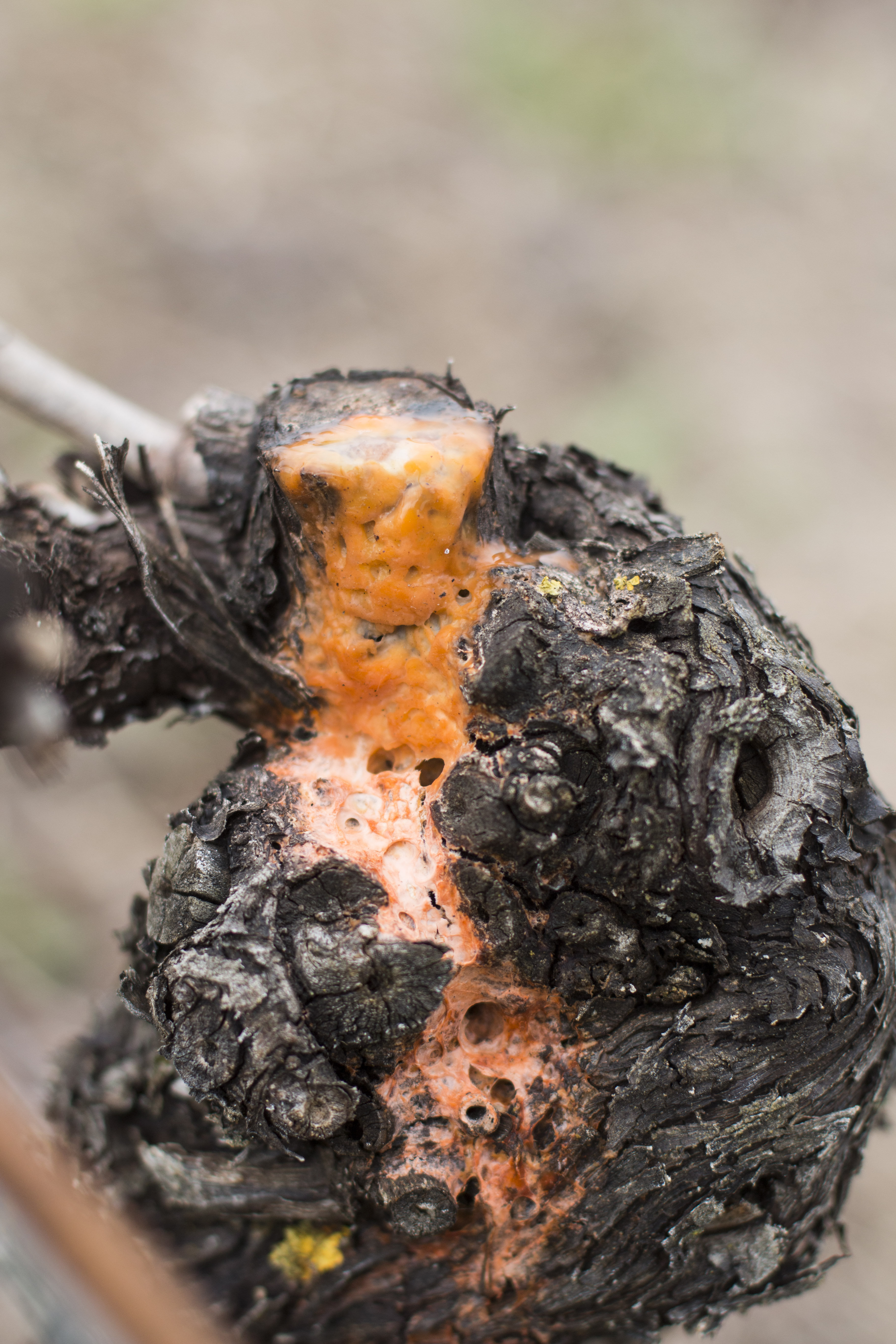
Epicoccum nigrum na korzeniu winogrona porażonego przez Fusarium

Epicoccum nigrum Link – gatunek grzybów z klasy Dothideomycetes.

## Systematyka i nazewnictwo
Pozycja w klasyfikacji według Index Fungorum: Epicoccum, Didymellaceae, Pleosporales, Pleosporomycetidae, Dothideomycetes, Pezizomycotina, Ascomycota, Fungi.
Po raz pierwszy opisał go w 1815 r. Johann Heinrich Friedrich Link. Ma ponad 20 synonimów. Są nimi wszystkie odmiany i formy, a także m.in.:
- Epicoccum aleurophilum (Sacc.) Mussat 1901
- Phoma epicoccina Punith., M.C. Tulloch & C.M. Leach 1972[2].

## Morfologia
Tworzy półkuliste lub pofałdowane, maczugowate podkładki, z których wyrastają sporodochia. W hodowli na pożywkach tworzy także pyknidia, których w naturze jak dotąd nie zaobserwowano. Mają średnicę 120–200 µm, kulisty kształt, barwę brązową do czarnej, ostiolum, występują pojedynczo lub w skupiskach pomiędzy sklerocjami. Ściana złożona z kilku warstw sprasowanych brązowych komórek, mocno pigmentowanych i grubościennych na zewnątrz. Brak konidioforów. Komórki konidiotwórcze utworzone z niezróżnicowanych, szklistych komórek na wewnętrznej ścianie pyknidium,, mają wymiary 2–5 × 2–3 µm i proliferują jednocześnie. Konidia (3–) 4–8 (–10) x 1,5–3 (–4) µm, zwykle krótko cylindryczne, czasami lekko zakrzywione, szkliste, bez przegród, cienkościenne i gładkie, z gutulami, bez epispory, z galaretowatą osłoną lub przyczepkami. Sklerocja zmieszana z pyknidiami, średnica 200-400 µm, ciemnobrązowe do czarnych, gładkie, złożone ze sprasowanych brązowych komórek.
W naturze konidia powstają w sporodochiach na podkładkach. Przeważnie mają średnicę 100–250 µm., ale są bardzo różnej wielkości i często zlewają się, tworząc skupiska o średnicy do 2 mm, pojawiające się jako małe czarne krostki rozproszone na powierzchni podłoża, często związane z różowawą lub fioletową pigmentacją. Konidiofory 5–15 × 3–6 µm, w zwartych gronach, sporadycznie rozgałęzione, proste lub pofałdowane, szkliste do jasnobrązowych i zwykle brodawkowate na czubku. Konidia (11,5–) 13,5–23 (–28,5) µm, o kształcie od kulistego do gruszkowatego, ciemnozłotobrązowe, często z bladą wystającą komórką podstawną i przechodzące w zarodniki murkowate, chociaż w dojrzałych konidiach przegrody są często przesłonięte przez chropowate i mocno pigmentowane epispory. Brak galaretowatej osłony i przyczepek.
Teleomorfa nieznana.

## Występowanie
Pospolity grzyb saprotroficzny, występujący głównie na świeżych, nekrotycznych plamach spowodowanych przez inne, pasożytnicze patogeny na nadziemnych częściach roślin. Zarodniki E. nigrum wyizolowano z różnych środowisk, głównie z gleby, torfu, ściółki leśnej, surowej próchnicy, kompostu, tundry, ścieków i piasku (np. wydmy, piaski zasolone). Powszechnie spotykany jest na zbożach i nasionach, a także na innych uprawach, w tym kukurydzy, fasoli, ziemniakach, grochu i brzoskwiniach. W środowisku wewnętrznym znaleziono go na obrazach i tapetach, bawełnie i tekstyliach, w kurzu i w powietrzu. Jest to kosmopolityczny grzyb pleśniowy występujący na drewnie, papierze, szerokiej gamie tekstyliów i żywności, owadach i ludzkiej skórze. E. nigrum może również żyć w tkankach roślinnych i na innych gatunkach grzybów. Potrafi rozwijać się na liściach zanurzonych w wodzie o temperaturze 0 °C i jest uważany za fakultatywny grzyb wodny. Jest zdolny do kolonizacji glonów i traw bagiennych. Jest tolerancyjny na zmiany w dostępności wody i stwierdzono, że wzrost strzępek powraca w ciągu godziny od kontaktu z wodą.

## Znaczenie
Epicoccum nigrum podejrzewany jest o to, że pełni pewną rolę w rozwoju choroby o nazwie jesienna osutka sosny (decydujące znaczenie mają tu jednak inne patogeny).
Jest jednym z alergenów. Badania wykazały, że 5–7% różnych populacji na całym świecie wykazuje uczulenie na niego, a do 36% osób z alergią reaguje na testy skórne za pomocą określonych ekstraktów grzybów. Podczas gdy większość grzybów związanych z alergiami, takich jak Aspergillus fumigatus i Penicillium chrysogenum, wytwarza alergeny dopiero po wykiełkowaniu, zarodniki Epicoccum wytwarzają je zarówno przed, jak i po wykiełkowaniu. Powoduje zaburzenia górnych i dolnych dróg oddechowych, nieżyt nosa, zapalenie zatok i astmę.
Epicoccum nigrum ma szeroki zakres zastosowań medycznych, przemysłowych i rolniczych. Wytwarza różnorodne pigmentowane i niepigmentowane związki przeciwgrzybicze i przeciwbakteryjne. Związki te są skuteczne przeciwko innym grzybom i bakteriom obecnym w glebie. Są to m.in.: flawipina i epirodyny A i B, epikorazyny A i B. W przemyśle E. nigrum jest wykorzystywany do biosyntezy nanocząstek ze srebra i złota, które mają zastosowanie w procesach chemicznych, przemysłowych i medycznych. Jest stosowany w biologicznym oczyszczaniu przemysłowych ścieków oleistych. Zmniejsza w nich zawartość nadtlenku wodoru, fenoli i zapotrzebowanie na tlen. Produkuje różnorodne pigmenty, od ciemniejszych pomarańczy po żółcie i zielenie. Są one naturalnymi zamiennikami sztucznych pigmentów stosowanych obecnie w żywności.
W Brazylii E. nigrum jest używany do wspomagania wzrostu korzeni i zwalczania patogenów trzciny cukrowej. Jest używany jako środek grzybobójczy do biologicznego zwalczania brunatnej zgnilizny drzew pestkowych wywołanej przez gatunki Monilinia laxa i Monilinia fructigena.